# Ce que femme rêve
Pour plus de détails, voir Fiche technique et Distribution.
Ce que femme rêve (titre original : Was Frauen träumen) est un film allemand réalisé par Géza von Bolváry, sorti en 1933.

## Synopsis
L'élégante danseuse et chanteuse Rina Korff est aussi une redoutable voleuse très rusée, qui a déjà parcouru toute l'Europe et lors de ses représentations, elle est toujours attirée par les bijoux, qu'elle sélectionne avant de les dérober sans se faire prendre. Après avoir rendu une visite non sollicitée dans une bijouterie, elle remarque une pierre précieuse particulièrement belle, qu'un homme à l'air très fortuné, se faisant appeler Levassor, souhaite acquérir. Il explique qu'il a promis le bijou comme cadeau à une dame et qu'il paiera plus tard. Entre-temps, la police suit une piste concernant les bijoux volés et arrive sous la forme d'agents de la police judiciaire Füssli et Kleinsilber. Ces derniers souhaitent absolument mettre la main sur le voleur, qu'ils suspectent d'être une femme lorsqu'ils découvrent un gant parfumé laissé dans la bijouterie.
Ils se rendent avec cette pièce à conviction chez Walter König, un employé d'une parfumerie, dont l'odorat est particulièrement fin. Il réussit à identifier le parfum qui adhère au gant et il s'avère qu'il est proposé dans son magasin sous la marque Was Frauen träumen (ce dont rêvent les femmes). Les deux policiers établissent une liste de clientes du parfum et identifient vite celle qu'ils recherchent. La cliente correspondante résiderait à l'hôtel Atlantic. Après les avoir d'abord aidés, Walter König se ravise, car il commence à s'intéresser à la cliente et souhaite l'aider. Il apprend qu'elle se produit comme danseuse dans le pavillon de l'hôtel. La rejoignant, Rina ne reste pas insensible à ses avances et elle se laisse emmener par lui dans le prochain train qui quitte la ville. 
Plus tard, König est très étonné de retrouver Rita dans son propre appartement, où la voleuse s'est installée. Elle lui dit qu'elle lui avait volé la clé de la porte d'entrée. Elle ignore cependant que le voisin de palier du jeune parfumeur n'est autre que l'inspecteur de police Otto Füssli. Walter apprend de Rina que celle-ci n'est pas seulement une méchante voleuse mais qu'elle souffre de kleptomanie. Elle aimerait bien, du moins le prétend-elle, être guérie de ce mal. König contacte alors un certain John Constaninescu, un escroc de la plus haute volée, qui fait chanter Rina, pour lui faire une proposition. Si lui, Walter, peut libérer la jeune femme de son addiction aux vols, Constantinescu devra la laisser partir, autrement, il la laissera retourner chez lui. L'amour finit par l'emporter sur l'addiction au vol et König donne un indice à la police pour attraper le véritable voleur qui obligeait la jeune femme à commettre ses larcins. 

## Fiche technique
- Titre original : Was Frauen träumen
- Titre français : Ce que femme rêve
- Réalisation : Géza von Bolváry
- Scénario : Billy Wilder et Franz Schulz
- Photographie : Willy Goldberger
- Montage : Käthe Kopitzke
- Musique : Robert Stolz
- Direction artistique : Emil Hasler, Willy Schiller
- Costumes : Jenny Pieper
- Son : Fritz Seeger
- Producteur : Julius Haimann
- Directeur de production : Frederic Brunn
- Société de production :  Super-Film GmbH
- Pays de production :  Reich allemand
- Langue : Allemand
- Métrage : 2 216 mètres
- Format : Noir et blanc — 35 mm — 1,37:1 — Son : Mono (Tobis-Klangfilm)
- Genre : Comédie
- Durée : 90 minutes (1 h 30)
- Date de sortie : 
  - Allemagne : 20 avril 1933

## Distribution
- Nora Gregor : Rina Korff
- Gustav Fröhlich : Walter Koenig
- Otto Wallburg : Kleinsilber
- Peter Lorre : Otto Fuessli
- Kurt Horwitz : Levassor alias John Constaninescu
- Lya Christy
- Erik Ode
- Carl Auen
- Eric Steinbeck
- Kurt Lilien
- Hilde Maroff
- Eric Helgar